# 한국향토문화전자대전
『한국향토문화전자대전』(韓國鄕土文化電子大典, The Digital Local Culture Encyclopedia of Korea, 약칭: 향문)은 대한민국 정부의 주도로 교육부의 국책사업으로, 대한민국 전국 지방의 향토문화 자료 발굴 분석, 향토문화 관련 인적자원 교육 등의 활동을 통해 모든 자료를 디지털화하는 사업이다.
한국학중앙연구원의 한국학사전편찬부에서 추진하고 있으며, 230여 개 각 시·군·구별의 다양한 디지털향토문화대전을 통합 구축하여 지방문화에 대한 총체적인 정보를 제공하고 있다.
총 89개 지역 편찬 완료(국내 83개 지역, 북한 2개 지역, 해외 4개 지역) 되었고, 온라인 편찬시스템, 멀티미디어 종합 관리 시스템 등 사업 관리 인프라를 구축하고 있다.
현재 NAVER에서 지식백과 열람 서비스, YouTube에서 K Culture Channel, Facebook에서 한국학사전편찬부 Facebook, 모바일로 운영되고 있다.

## 사업 목적
- 대학교수, 관련 분야 석·박사학위 소지자, 향토사학자 등 각 분야별 전문 인적자원을 교육하고 조직하여, 전국의 향토문화 자료를 총체적으로 수집·분석하여 디지털화

- 향토문화 자료의 수집, 분석, 분류, 집필을 통한 문화콘텐츠 산업 기반 마련 및 주체적으로 21세기 문화시대에 대비
- 230여개 시·군·구별 『한국향토문화전자대전』을 통합·구축하여 향토문화에 대한 총체적인 정보를 제공

- 21세기 문화시대를 맞이하여 새로운 민족문화 공동체 형성을 위해 주체적인 향토문화 집대성
- 지식기반 사회의 토대를 마련하고, 문화콘텐츠 산업의 중간재로 활용하여 지역 균형발전과 지역경제 활성화에 기여

## 사업 내용
- 향토문화지식자원 아카이브 구축(기존 향토문화자료 수집 정리) 및 향토문화연구자 연찬
- 지역별 문화대전 콘텐츠 제작: 230여개 시·군·구 단위 지역별 향토문화 콘텐츠의 조사, 발굴 및 연구를 수행하여 지역 특성에 적합한 콘텐츠 내용을 표준화된 체계하에 제작하여 디지털 콘텐츠로 제작
- 시스템 개발 및 운영지역별: GIS(지리정보시스템) 및 웹 서비스 시스템을 개발
- 모바일 한국향토문화전자대전: 한국향토문화전자대전은 스마트폰을 통해 내 위치 주변의 향토문화 콘텐츠를 자동으로 검색할 수 있다.
- NAVER, Daum, Google 등 포털사이트와의 검색 및 콘텐츠 제휴를 통해 일반 시용자들의 접근성을 제고하고, 문화 지식 자원의 대중적 유통에 크게 기여하고 있다.
- 향토문화아카이브: 다양한 형태의 원시 콘텐츠(사진·동영상, 문서 등 파일 형식)와 메타데이터 구조에 관계없이 콘텐츠의 내용 형식(유적, 유물, 행사) 서비스 가능, 한국향토문화전자대전과 향토문화아카이브 서비스에 등록된 콘텐츠 간에 유기적인 연계 기능 제공 - 예시: 해남군

## 주요 서비스
- 통합 검색: 『한국향토문화전자대전』의 모든 정보를 One-Stop으로 검색하는 기능을 제공한다. (모든 화면에서 검색 가능) <본문>, <시청각 자료>, <내가 쓰는 백과> 등 『한국향토문화전자대전』을 구성하는 모든 어휘에 대한 통합 검색 기능이 제공됨.
- 고급 검색: <범주 검색>, <본문 검색>, <시청각 자료 검색>, <내가 쓰는 백과 검색> 등에 대한 개별 검색 기능을 제공하는 서비스이다. 메타데이터 요소와 본문 내 표기 요소에 대한 요소별 조건 지정 기능과 두 가지 범주의 결합 기능을 제공됨.
- 디렉토리 분류: 표제어, 분야, 유형, 시대, 지역, 집필자, 참고 문헌 등 여러 경로로 항목에 접근할 수 있음.
- 콘텐츠 색인: 본문 중 중요한 키워드인 인명, 지명/기관명, 서명/작품명으로 관련 기사를 찾을 수 있음.
- 시청각 자료: 동영상, 사진, 음향, 도면, 도표, 가상현실 등 기사에 부가된 시청각 자료 전체를 분야별로 제공한다. 시청각 자료는 텍스트 자료와 상호 연계되어 있음.
- 전자지도: 콘텐츠의 공간정보를 2차원 지도로 제공하며, 전자지도와 콘텐츠간의 상호이동이 가능하도록 구현된 서비스
- 전자연표: 콘텐츠의 시간정보를 연표의 형태로 제공하며, 전자연표와 콘텐츠간의 상호 이동이 가능하도록 구현된 서비스
- 서비스 시스템 메뉴 구성

① 콘텐츠 목차 (Knowledge classification)
② 디렉토리 분류 (Directorys)
③ 콘텐츠 색인 (Keyword Index)
④ 시청각 자료 (Visual/audio resources)
⑤ 전자지도 (Electronic Map)
⑥ 전자연표 (Electronic timeline)
⑦ 내가 쓰는 백과 (User created contents)
⑧ 특별한 이야기 (Special Features)
⑨ 마을이야기 (village story)
⑩ 통합검색/ 고급 검색 (integrated search / advanced Serach)

## 추진 배경 및 필요성
- 『한국향토문화전자대전』은 조선시대부터 국가주도하에 이루어졌던 여러 편찬사업의 정신을 물려받아 현대화된 것으로 세종실록지리지(1454년), 신증동국여지승람(1531년), 여지도서(1757년)와 같은 전국 규모의 편찬 사업들이 있었다.
- 1980년에서 1991년에는 현 한국학중앙연구원(구 한국정신문화연구원)의 주관으로 『한국민족문화대백과사전』 편찬이 국책사업으로 추진되었다.

- 18세기 후반 이후 맥이 끊겼던, 대규모 민족문화 집대성 사업으로, 중앙 중심적 시각에서 이루어짐.
- 급속히 소멸되어 가는 향토문화 자료의 보존·계승을 위해 지방적 시각의 체계적이고 종합적인 지방문화 정리 사업의 필요성 대두됨.
- 21세기 문화의 시대를 맞이하여 문화콘텐츠 산업의 중간재로 활용할 수 있는 다양한 향토문화 자료의 디지털화가 절실히 요구됨.
- 향토문화 자원의 표준화 노력과 『한국향토문화전자대전』 편찬 사업의 기틀 마련

- 1995년부터 2년에 걸친 조사를 통해 (가칭) 『민국여지승람 편찬을 위한 연구』를 발간
- 전국 향토문화 자원의 보존과 발굴의 중요성 홍보
- 1997년~2002년까지 향토문화 연구자 및 관계자 총 1,200여 명을 대상으로 한 향토문화 연찬을 통해 『한국향토문화전자대전』 편찬의 필요성 공감 및 사업 동참 다짐.
- 2001년 9월 전국문화원연합회와 공동으로 『향토문화전자대전 편찬을 위한 기초조사연구 및 편찬 시안』을 CD-ROM으로 발간하고, 『한국향토문화전자대전』 표준 분류체계 정립을 위한 워크숍 개최
- 2002년 『전라남도의 향토문화』 2권을 발간하여 본 사업 추진의 초석을 다짐.
- “몇 백년 만의 지역문화 편찬 사업, 전문 연구진을 갖춘 정문연(현 한중연)에서 추진”

- 2002년 10월, 국회 교육위원회에서 사업의 타당성을 심의하여 2003년 예산 배정 결의
- 2003년 1월, 당시 장을병 원장의 전폭적인 지원과 한국학정보센터 전택수 소장의 헌신적인 노력으로 전국 지자체장과 문화관광 담당자를 대상으로 한 사업설명회 및 의향조사를 실시하여 사업의 타당성 자료 확보하고, 같은 해 4월 성남시와 매칭펀드 방식의 「디지털성남문화대전」 편찬 사업을 협약하여 사업화 성사에 기여
- 2003년 7월 23일, 제4차 인적자원개발회의에서 2004년부터 10년 간 국책사업으로 추진하기로 의결
- 1단계

- 2004년 ~ 2013년 (67개 지역 편찬 완료)
- 2단계

- 2014년 ~ 2023년 (167개 지역 편찬 예정)

## 사업기간 및 소요재원
- 사업기간

- 시범사업: 2003년 ~ 2004년 (「디지털성남문화대전」 편찬)
- 본 사업(1단계): 2004년 ~ 2013년 (67개 지역 편찬 완료) 성남시, 청주시, 진주시, 강릉시, 진도군, 남원시, 제주시(+북제주군), 울릉군, 용인시, 음성군, 공주시, 울진군, 여수시, 향산군(북한), 충주시, 부천시, 양산시, 논산시, 구미시, 창원시, 칠곡군, 안동시, 안산시, 김제시, 진천군, 고창군, 고령군, 서울특별시 구로구, 광명시, 개성시(북한), 김천시, 제천시, 하동군, 서산시, 양주시, 서귀포시, 영천시, 인천광역시 남구, 서울특별시 강남구, 의성군, 포천시, 영암군, 서울특별시 도봉구, 천안시, 청도군, 진안군, 통합창원시(+마산, 진해), 화순군, 군산시, 부산광역시(16개 구·군), 순창군, 세계한민족문화대전 중국편 [편찬 협약·완료 순]
- 본 사업(2단계): 2014년 ~ 2023년 (167개 지역 편찬 예정) 구리시, 대구광역시 달성군, 함안군, 거창군, 당진시, 무주군, 예산군, 삼척시, 청송군, 세계한민족문화대전 일본편·북미(서부)편·CIS편(독립국가연합), 대구광역시 동구, 시흥시, 울산광역시(5개 구·군), 완주군, 아산시, 함양군, 해남군, 영주시, 순천시, 세종특별자치시, 철원군, 익산시, 가평군, 경산시, 대구광역시(6+2개 구·군), 광주광역시(5개구), 서울특별시 동작구, 부안군, 북미(동부)편, 영덕군, 영월군, 화성시, 성주군, 남양주시, 보령시, 밀양시 [편찬 협약·완료 순]
- 추정 소요재원 규모: 961억 원 (정부와 지방자치단체 재원 합계 금액)
- 지역별 선행조사 연구, 향토문화 지식자원 아카이브 구축, 원고 집필, 차세대 편찬시스템 개발 등 인프라 구축 부분은 정부지원 예산으로 수행하고, 지역별 향토문화대전 편찬 업무는 정부와 지방자치단체의 매칭 펀드로 사업비 조성

## 추진 조직
- 『한국향토문화전자대전』 사업 관리 및 연구 개발: 한국학중앙연구원

- 사업 책임: 한국학사전편찬부장
- 편수 책임: 문화콘텐츠편찬실장
- 『한국향토문화전자대전』 편찬 주관: 한국학사전편찬부

- 편찬사업 총괄 수행
- 문화콘텐츠편찬실: 기획, 항목, 원고, 멀티미디어 자료 수집ㆍ제작, 편찬시스템 구축 및 운영, 서비스 시스템 구축 등
- 항목선정위원회

- 지역의 향토문화 자원을 조사·분석·연구하는 “기초조사연구” 수행 시 항목을 심의 조정하는 역할을 수행
- 해당 지자체와 한국학중앙연구원이 공동으로 해당 지역의 분야별 전문 연구자를 협의하여 위촉
- 콘텐츠검토위원회

- 최종 완성된 콘텐츠의 내용을 검토하고 감수하는 역할을 수행
- 지역 중심의 편찬 기반 조성, 관련 기관 및 단체 협조 지원
- 지자체 관계자, 문화원장, 향토연구회장, 향토지편찬책임자, 학계 전문가 등 5~7인으로 구성

## 지역별문화대전 구축 현황 및 사이트
구축항목: 148,879항목, 시청각항목: 256,355개, 총 89개 지역 편찬 완료(국내 83개 지역, 북한 2개 지역, 해외 4개 지역)
편찬이 완료된 지역별문화대전은 다음과 같으며, 편찬 중인 지역 또는 완료되지 않는 지역은 아직 링크로 연결되지 않았다.
- 『한국향토문화전자대전』 통합사이트 http://www.grandculture.net (영문) 보관됨 2019-07-10 - 웨이백 머신(모바일)

1. 서울특별시(3개 구/25개 구): 강남구(영문), 구로구, 도봉구(영문), 동작구
2. 인천광역시(1개 구·군/10개 구·군): 미추홀구(남구)(영문)
3. 대전광역시(0개 구/5개 구):
4. 대구광역시(2개 구·군/8개 구·군): 남구, 달서구, 동구, 북구, 서구, 수성구, 중구, 달성군
5. 광주광역시(0개 구/5개 구): 광산구, 남구, 동구, 북구, 서구
6. 울산광역시(5개 구·군): 남구, 동구, 북구, 중구, 울주군
7. 부산광역시(16개 구·군): 강서구, 금정구, 남구, 동구, 동래구, 부산진구, 북구, 사상구, 사하구, 서구, 수영구, 연제구, 영도구, 중구 해운대구, 기장군
8. 경기도(10개 시·군/31개 시·군): 가평군, 광명시, 구리시, 남양주시, 부천시, 성남시(영문)(어린이백과). 시흥시, 안산시, 양주시, 용인시, 포천시(영문), 화성시
9. 강원특별자치도(3개 시·군/18개 시·군): 강릉시, 삼척시, 영월군, 철원군
10. 충청북도(5개 시·군/12개 시·군): 음성군, 제천시, 진천군, 청주시, 충주시
11. 충청남도(7개 시·군/15개 시·군): 공주시, 논산시, 당진시, 보령시, 서산시, 아산시, 예산군, 천안시(영문)
12. 전북특별자치도(9개 시·군/14개 시·군): 고창군, 군산시(영문), 김제시, 남원시, 무주군, 부안군(영문), 순창군(영문), 완주군, 익산시, 진안군(영문)
13. 전라남도(6개 시·군/22개 시·군): 순천시, 여수시, 영암군(영문), 진도군, 화순군, 해남군(향토문화아카이브)
14. 경상북도(12개 시·군/23개 시·군): 경산시, 고령군, 구미시, 김천시, 성주군, 안동시, 영덕군, 영주시, 영천시(영문), 울릉군(영문), 울진군, 의성군(영문), 청도군(영문), 청송군, 칠곡군
15. 경상남도(7개 시·군/18개 시·군): 거창군, 김해시, 밀양시, 양산시, 진주시, 창원통합시(영문), 하동군, 함안군, 함양군
16. 제주특별자치도(2개 시): 서귀포시(영문), 제주시
17. 세종특별자치시
18. 북한지역: 개성시, 향산군 (사이트는 개설하였지만 추후 오픈 예정)
19. 『세계한민족문화대전』: http://www.okpedia.kr 중국편, 북미편(서부), 일본편, CIS편(독립국가연합), 북미편(동부)
- NAVER: 지식백과 열람 서비스
- YouTube: K Culture Channel
- Facebook: 한국학사전편찬부 Facebook

## 기대 효과 및 활용 방안
- 향토문화 자료의 체계적 발굴을 통해 한국 문화 연구력 제고 및 연구기반 확충
- 21세기 시·군·구지의 표준 프레임웍(Framework) 제시 및 종래 시·군·구지 편찬 사업의 중복ㆍ비효율성 해소를 통한 공공예산 절감
- 지역의 문화적 특수성이 반영된 고급 지식 정보를 적시에 제공하여 지역 특화 산업 발달에 기여
- 문화콘텐츠 상품 개발의 중간재 및 관광산업 등 타 산업의 지적 소재로 활용 및 정보기술(IT) 및 문화기술(CT) 관련 산업의 발달 촉진
- 인문 지식과 정보 기술을 아우르는 학제적 연구·편찬 전문 인력 배양 및 인문계 고급 지식 인력에 대한 새로운 직업 창출 기회 부여
- 한국향토문화전자대전 활용 사례

- 유물·유적으로 보는 한국사
- 어린이 향토문화전자대전: 성남시
- 향토문화아카이브: 해남군
- QR 코드 생성 및 제공: SNS서비스, 관광안내지도, 책자 등 인쇄물에 관련 항목 QR 코드를 이용하여 콘텐츠 이용 편의성

## 같이 보기
- 한국학중앙연구원
- 세계한민족문화대전
- 한국민족문화대백과사전